# Pomnik Wiktora Cholzunowa w Wołgogradzie
Pomnik Wiktora Cholzunowa w Wołgogradzie – pomnik upamiętniający postać radzieckiego lotnika, Wiktora Cholzunowa, zlokalizowany w Wołgogradzie, na bulwarach nad rzeką Wołgą, w pobliżu portu rzecznego i Wybrzeża Centralnego.
Pomnik postawiono w 1940 (miasto nosiło wówczas nazwę Stalingrad), w rok po śmierci Cholzunowa, który zginął w 1939 podczas lotu doświadczalnego samolotu wojskowego. Autorami monumentu (stojąca postać na 2,5-metrowym, granitowym cokole) byli plastycy ludowi ZSRR: K.F. Biełaszowa i M.G. Biełaszow. Pomnik był jednym z nielicznych ocalałych obiektów w centrum miasta podczas bitwy stalingradzkiej.